# Örlogsflagga
Örlogsflagga är den flagga som används av en stats militära styrkor. Örlogsflaggan används främst på örlogsfartyg, men kan också användas i andra sammanhang. I en del länder förs örlogsflaggan även på fästningar, kaserner, baser och andra militära byggnader, medan andra länder för nationalflaggan eller särskild flagga (till exempel fästningsflagga). I de flesta länder för inte armén och flygvapnet örlogsflaggan, vilket dock är sed i de nordiska länderna. Många länders örlogsflaggor är nationalflaggan med annan utformning, en ofta två- eller tretungad version, eller nationalflaggan med ett särskilt emblem. En del länder för nationalflaggan även som örlogsflagga. Örlogsfartyg kännetecknas då enbart av fartygschefens befälstecken. Vissa länders sjömilitära styrkor, till exempel Royal Navy i Storbritannien och Rysslands flotta, använder däremot en helt separat örlogsflagga. Örlogsflagga bör inte förväxlas med örlogsgös.

## Örlogsflaggor i Östersjö- och Nordsjöområdena
Östersjö- och Nordsjöområdena är två marinhistoriskt och vexillologiskt förbundna kulturområden. Danmarks, Nederländernas, Storbritanniens och Rysslands örlogsflaggor har påverkat övriga länders flaggor och örlogsflaggor. Ukraina har inget kustområde vid Östersjön, men är militärestetiskt närmare förbunden med detta område än med Svarta havet, där dess flotta är baserad.
|  | Den danska örlogsflaggan är en tvåtungad version av Danmarks flagga (Dannebrogen). Den är även statsflagga. De två tungorna har stått som förebild för östersjömarinernas två- och tretungade flaggor. |  | Den svenska örlogsflaggan är en tretungad version av Sveriges nationalflagga. De svenska tre tungorna valdes i motsats till Dannebrogens två tungor. |
|  | Den norska örlogsflaggan är en tretungad version av Norges flagga. Den är även statsflagga. Den nuvarande versionen av den norska örlogsflaggan infördes 1905, efter att unionen med Sverige hade upplösts. Under perioden 1844-1905 fördes den med det yngre unionsmärket (sillsallaten) i det vänstra övre fältet. Under perioden 1815-1844 fördes som norsk örlogsflagg en blå tretungad flagga med gult kors (dvs. den svenska örlogsflaggan) med det äldre unionsmärket i det övre vänstra fältet.                                                            |  | Den tyska örlogsflaggan är en tvåtungad version av den tyska statsflaggan, dvs. med statsvapnet i flaggans mitt. Denna örlogsflagga infördes 1956. Den första tyska örlogsflaggan infördes 1871 och bestod av ett vitt kors i svart på ett vitt fält. I centrum fanns den preussiska örnen och i övre vänstra fältet den svart-vit-röda tyska nationalflaggan belagd med ett Järnkors. Under Weimarrepubliken fördes en svart-vit-röd flagga med Järnkorset i mitten och med en miniatyrversion av den svart-röd-gula nationalflaggan i övre vänstra hörnet. I Nazityskland fördes en varitant av den kejserliga Reichskriegsflagge, där den vita bottenfärgen ersatts med rött och riksörnen i centrum med hakkorset. Då det idag är förbjudet att föra nazistiska flaggor i Tyskland, för ibland högerextrema grupper den kejserliga rikskrigsflaggan. |
|  | Den finska örlogsflaggan är en tretungad version av den finska statsflaggan, dvs. med statsvapnet i flaggans mitt. |  | Den estniska örlogsflaggan är en tretungad version av Estlands flagga, med statsvapnet i mitten. Trots att det är en trikolor har Finlands örlogsflagga varit förebild. |
|  | Den polska örlogsflaggan är en tvåtungad version av den polska statsflaggan, dvs. med statsvapnet i flaggans mitt. Den polska örlogsflaggan infördes 1920. Under perioden 1956-1990 bar den polska örnen i vapnet ingen krona. |  | Den lettiska örlogsflaggan består av ett vitt kors på röd botten i ett vitt fält. Det är en korsformad version av Lettlands röd-vit-röda flagga. |
|  | Den litauiska örlogsflaggan består av ett blått kors på vit botten, med den litauiska nationalflaggan i det övre vänstra fältet. Denna flag visar påverkan både från den ryska Andreasflaggan och från White Ensign. Den första litauiska örlogsflaggan fastställdes 1927 och bestod av nationalflaggan i proportionerna 2:3, med en röd vapensköld över de båda övre fälten. I vapenskölden fördes det vita Vytautas-korset, ett dubbelkors från Litauens statsvapen. Den nuvarande örlogsflaggan antogs 1992 och är baserad på segelsällskapets i Kaunas flagga. |  | Den ryska örlogsflaggan, андреевский (Andreasflaggan), består av ett blått andreaskors på vit bakgrund. Den infördes av Peter den Store och var i bruk 1712-1917. Den återinfördes som rysk örlogsflagga efter Sovjetunionens fall. Andreasflaggan var förebild för Finlands flagga. |
|  | Den brittiska örlogsflaggan, White Ensign, består av Englands flagga med den brittiska unionsflaggan, Union Jack, i det övre vänstra fältet. Före 1864 förde Storbritanniens flotta alla tre brittiska sjöfartsflaggorna, White Ensign, Blue Ensign och Red Ensign som örlogsflaggor. Blue Ensign fördes dessutom som statsfartygsflagga och Red Ensign som handelsflagga. |  | Den nederländska örlogsflaggan är densamma som Nederländernas nationalflagga. |
|  | Den belgiska örlogsflaggan har ett vitt fält med ett andreaskors i de belgiska färgerna svart-rött-Det vita fältet med ett kors på är hämtat från den brittiska White Ensign, medan andreaskorset kommer från det burgundiska korset som fördes på belgiska fartygsflaggor under den burgundiska och spanska tiden. |  | |

## Örlogsflaggor i före detta Sovjetunionen
Av Sovjetunionens efterföljarstater har Ryssland, Estland, Lettland, Litauen, Ukraina, Georgien, Azerbajdzjan, Kazakstan och Turkmenistan örlogsflottor. De fem första staternas örlogsflaggor går tillbaka på den tsarryska Andreasflaggan och flaggor från tidigare självständighetsperioder (se Östersjö- och Nordsjöområdena ovan). Det gör också Georgiens örlogsflagga, medan Azerbajdzjans och Kazakstans örlogsflaggor i sin utformning går tillbaka på den sovjetiska örlogsflaggan. Turkmenistan använder sin nationalflagga som örlogsflagga.
|  | Den sovjetiska örlogsflaggan bestod sedan 1935 av en flaggduk som till de övre två-tredjedelarna var vit och till den nedre tredjedelen var ljusblå. I det vita fältet fanns en röd hammare-och-skära och en röd stjärna. Därigenom förenades de traditionella ryska marinfärgerna vitt och ljusblått med den socialistiska färgen rött. |  | Den ukrainska örlogsflaggan består av ett blått kors på vit botten, med den ukrainska nationalflaggan i det övre vänstra fältet. Denna flag visar påverkan både från den ryska Andreasflaggan och från White Ensign. Den ukrainska örlogsflaggan infördes 1918 och återinfördes efter självständigheten 1991.                                                |
|  | Den georgiska örlogsflaggan består av ett mörkblått fält med ett rött latinskt kors över vilket ligger ett vitt andreaskors. Det röda latinska korset går tillbaka på det röda korset i landets nationalflagga. Det vita andreaskorset går tillbaka på Rysslands örlogsflagga. Hela designen är också påverkad av den ryska örlogsgösen. |  | Den azerbajdzjanska örlogsflaggan består av ett vitt fält som i den nedre femtedelen är täckt av ett ljusblått vågformat band. I det vita fältet finns halvmånen-och-stjärnan i rött och ett ankare i ljusblått. Denna flagga är inspirerad av den sovjetiska örlogsflaggan; de socialistiska symbolerna är ersatta med symboler för turkiskhet och sjöfart. |
|  | Den kazakiska örlogsflaggans duk är delad i ett övre vitt och ett nedre ljusblått fält. Över bägge fälten ligger den gula sol-och-örn symbolen från den kazakiska nationalflaggan. I det övre vänstra hörnet finns ett litet ljusblått ankare belagt med en röd stjärna. Denna flagga är inspirerad av den sovjetiska örlogsflaggan. Anmärkningsvärt är att det är Andreasflaggans ljusblå färg och inte nationalflaggans grönblå nyans som har använts. |  | Turkmenistan för sin nationalflagga som örlogsflagga. |

## Utomeuropeiska örlogsflaggor

Japans örlogsflagga visar den uppåtgående solen.

## Örlogsflaggor påverkade av den brittiskaWhite Ensign

Antigua och Barbuda
Australiens flotta
Bahamas
Barbados
Kanadas flotta
Fiji
Ghana
Grenada
Indiens försvarsmakt
Jamaica
Myanmar
Nya Zeelands flotta
Saint Kitts och Nevis
Singapore
Salomonöarna
Sri Lanka
Sydafrika
Tonga
Trinidad och Tobago

## Historiska örlogsflaggor från tiden förandra världskriget

Kungariket Italien 1861-1946
Italienska sociala republiken 1943-1945
Republiken Jugoslavien 1943-1945
Oberoende staten Kroatien 1941-1944
Oberoende staten Kroatien 1944-1945
Republiken Kina (Wang Jingwei) 1942-1945
Manchukuo 1932-1945
Kungariket Rumänien 1921-1947
Slovakien 1939-1945
Sovjetunionen 1935-1950
Nazityskland 1935-1945
Kungariket Ungern 1939-1945

## Historiska örlogsflaggor från tiden förförsta världskriget

Kejsardömet Tyskland 1903-1918
Österrike-Ungern (1786-)1867-1915
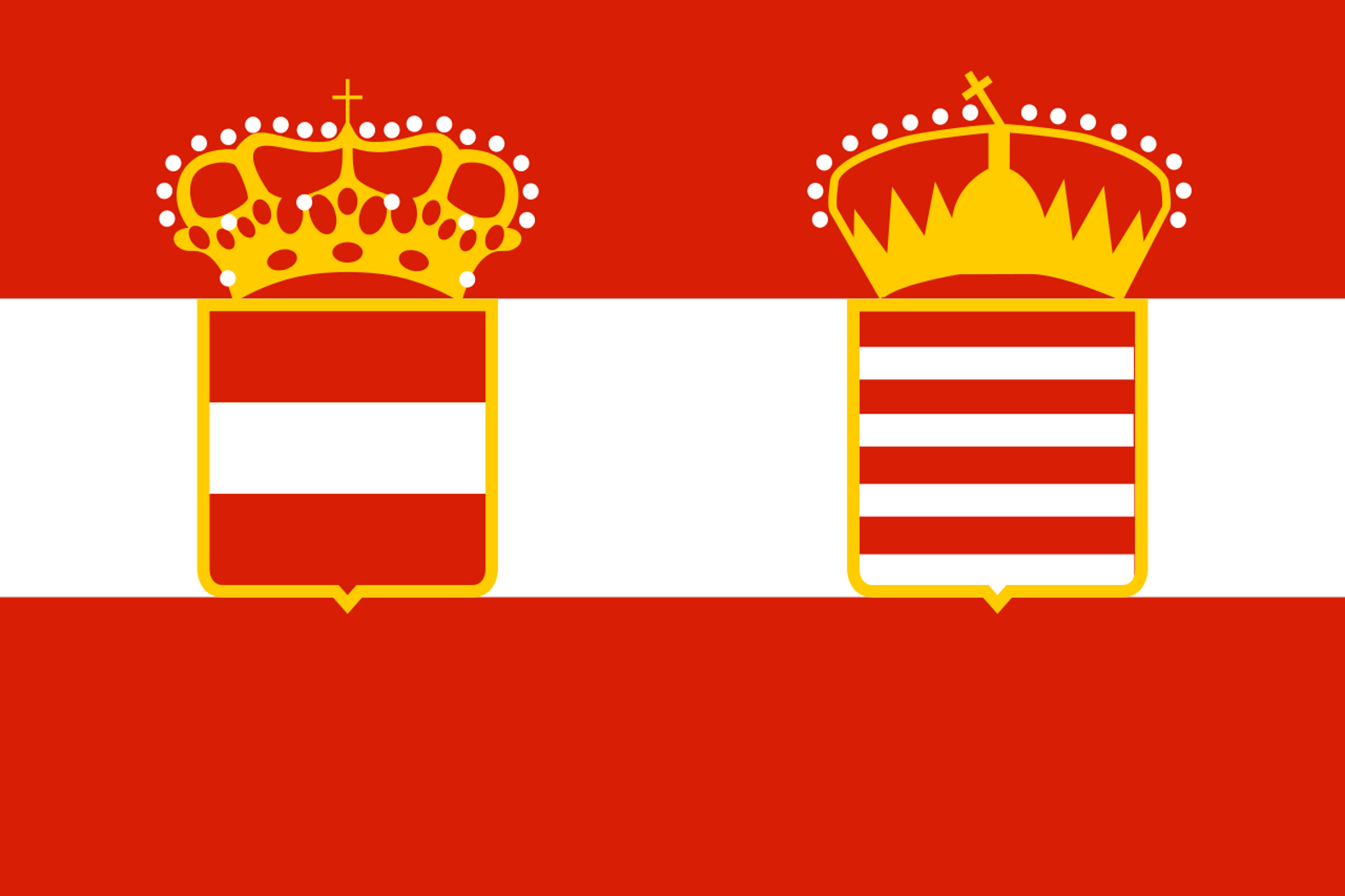
Österrike-Ungern 1915-1918
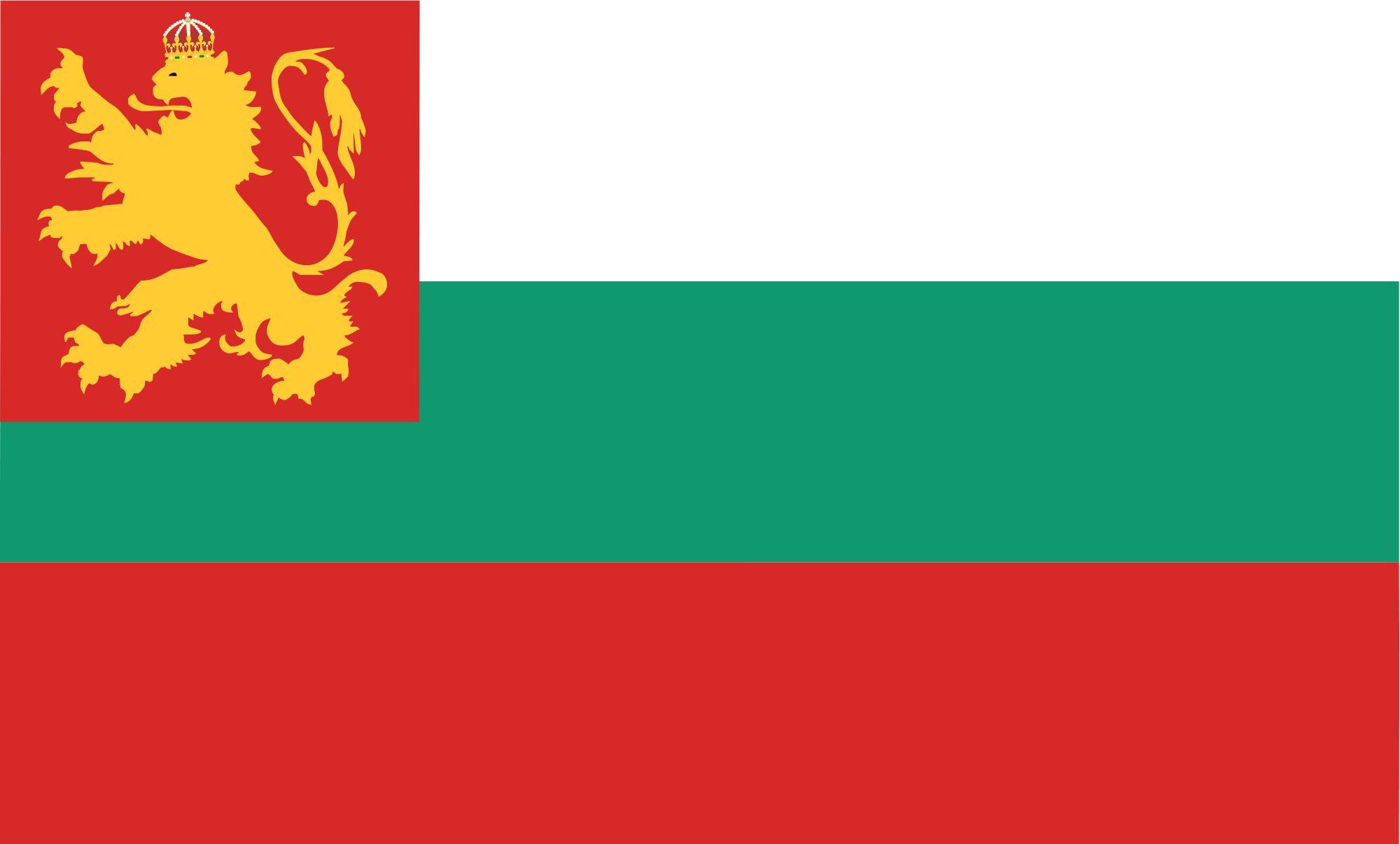
Kungariket Bulgarien 1908-1944
Osmanska riket örlogs- och nationalflagga1793-1920